# Newgate Street
Newgate Street – wieś w Anglii, w hrabstwie Hertfordshire, w dystrykcie Welwyn Hatfield. Leży 8 km na południe od miasta Hertford i 25 km na północ od centrum Londynu.